# Delfino Menotti
Domenico Giovanni Battista Delfino, noto come Delfino Menotti (Fiumicello, 9 dicembre 1858 – Trieste, 8 febbraio 1937), è stato un baritono italiano.

## Biografia
Figlio del medico Giulio Delfino, studiò a Milano dietro consiglio di Franco Faccio. Amico di Guglielmo Oberdan, del quale condivideva le idee irredentiste, venne incarcerato per cinque mesi ed esiliato dal territorio austroungarico, all'interno del quale era compresa la nativa Fiumicello. A Oberdan, Menotti in seguito dedicò anche il volume Guglielmo Oberdan: memorie di un amico (1883), con prefazione di Giosuè Carducci, subito sequestrato dalla censura.
Baritono di ottime qualità, fu scritturato nel 1883 al Teatro Colón di Buenos Aires dove eseguì in prima argentina - su indicazione di Giuseppe Verdi - il ruolo principale di Simon Boccanegra. Due anni dopo, cantò alla Scala di Milano alla première della terza versione di Le Villi di Giacomo Puccini (con Romilda Pantaleoni e la direzione di Franco Faccio). 
Reduce da diversi successi in Sudamerica e in Europa fu chiamato nel 1898 a far parte del cast della prima mondiale di Fedora di Umberto Giordano, con Enrico Caruso e Gemma Bellincioni.
Si trasferì quindi prima a Odessa (1904-08), dove insegnò nel locale Conservatorio, e poi a Boston, dove divenne régisseur del Teatro dell'Opera (1908-12). Conclusa la carriera da cantante a causa di problemi alla gola (1910), tornò poi a Odessa e infine a Trieste, città nella quale insegnò canto al Conservatorio e nella quale fu direttore artistico del Teatro Verdi, dal 1920 alla morte.
Figlia di Delfino, fu Tatiana Menotti (1909-2001) anch'ella cantante, nata a Boston dalla prima moglie del baritono.
Di Delfino Menotti esiste un ritratto realizzato da Umberto Veruda e conservato presso il Civico Museo Teatrale Carlo Schmidl di Trieste (1892).